# Iglesia de San Francisco Javier (Dresde)
La iglesia católica de San Francisco Javier fue un edificio de Dresde, que sufrió daños importantes por incendios en la Segunda Guerra Mundial y luego fue demolido. 

## Historia
La iglesia fue construida en 1852-1853 según un diseño del arquitecto Heinrich Hermann Bothen (1814-1878) y bajo la dirección del arquitecto Ludwig Theodor Choulant (1827-1900). El obispo Ludwig Forwerk consagró el edificio el día 8 de diciembre de 1855. 
El terreno requerido para la construcción era un área no utilizada inmediatamente al sur de Albertplatz, en el área de las antiguas fortificaciones de Neustädter en el antiguo Schwarzes Tor . Hoy, esta ubicación se llama Plaza Jorge Gomondai y se encuentra en un ángulo agudo entre Hauptstraße y Albertstraße . El gobierno del estado real había provisto el área para la construcción de la iglesia de forma gratuita. Los costos de construcción se estiman en 150.000 marcos. 
La propiedad quedó sin desarrollar después de la destrucción de la iglesia. 

## Arquitectura

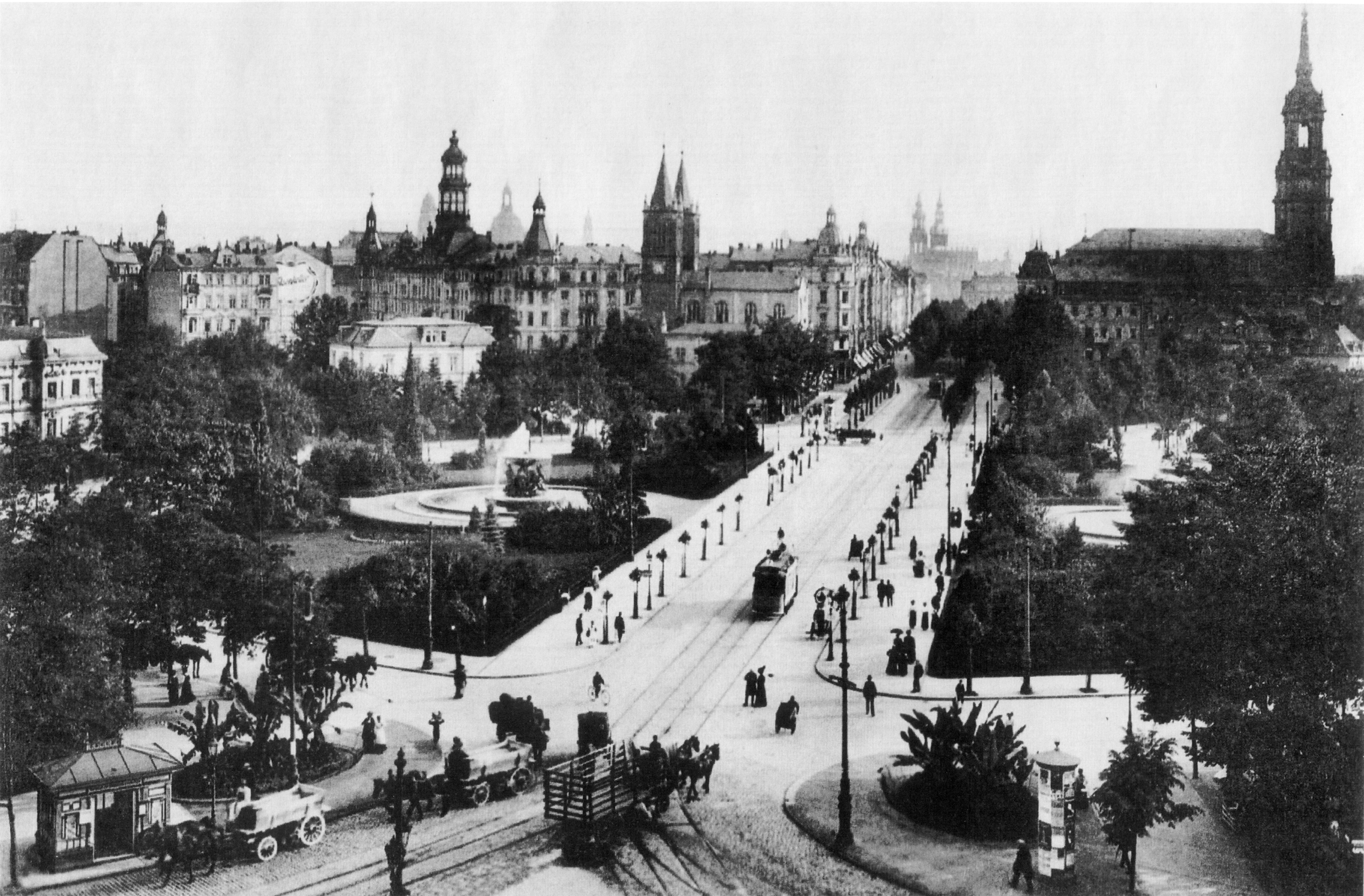
Mirando hacia el sur sobre la Albertplatz en 1905; en el centro de la imagen, la iglesia de San Francisco Javier, con torres gemelas, a la derecha, la iglesia de los Reyes Magos

La iglesia, a través de sus dos torres, junto con la Iglesia de los Tres Reyes, tuvo un efecto dominante en el paisaje urbano circundante. Su fachada estaba inspirada en el estilo románico y lombardo . El interior de la nave estaba determinado por la antigua forma y ornamentación cristiana y siciliana normanda . Toda la estructura tenía 35 metros de largo y 38 de ancho (frente a la calle Hauptstraße). 
La iglesia de una sola nave tenía habitaciones anexas a ambos lados, que servían a la administración parroquial y a la escuela de la comunidad. Estas adiciones produjeron un volumen sorprendente del edificio. Dos torres altas y cuadradas en el frontón oriental bordeaban el Chorni a ambos lados. El portal principal estaba en el lado opuesto, frente a la carretera principal del lado oeste. Los dos pilares del portal estaban hechos de granito de Meissen, el capitel y la base de mármol blanco de Parian . El campo sobre la puerta de entrada llenaba un tímpano con una imagen de la Madre de Dios y su Niño Jesús . El creador de esta pintura fue el pintor de Dresde y profesor de la Academia Ludwig Kriebel (1823-1890). En la parte superior del portalón había una figura de Cristo del escultor Ernst Hähnel . 
En el interior, las paredes y el techo tenían una extensa pintura ornamental y figurativa. El púlpito y las balaustradas del coro de órganos y los oratorios estaban ricamente decorados. El púlpito flanqueaba cuatro figuras de los evangelistas . La caja de resonancia sobre el púlpito llevaba la figura del apóstol Pablo . Estas figuras fueron hechas como copias de esculturas más antiguas por Peter Vischer el Viejo . 
El altar de piedra blanca y verde oscuro se alzaba en el presbiterio elevado por seis escalones. A ambos lados del altar estaban las habitaciones de la sacristía (izquierda) y el baptisterio (derecha). Entre las peculiaridades de la sala de la iglesia estaba la rica pintura en el techo y las paredes. Eran diseños del pintor de Dresde y profesor de la Academia Julius Schnorr von Carolsfeld. Los estudiantes de pintura Zumpe, Sachsse y Kirchbach estuvieron involucrados en la ejecución. Otros trabajos son de Karl Gottlob Schönherr (1824-1906).

## Comunidad
Después de la destrucción de su iglesia en la calle Hauptstraße el 13/14 de febrero de 1945, la parroquia de San Francisco Javier se mudó en mayo del mismo año como nuevo hogar a la parte católica de la Iglesia de la Guarnición de San Martín en Albertstadt. 